# Campionato mondiale femminile under 20 di pallavolo 2013
Il campionato mondiale femminile under 20 di pallavolo 2013 si è svolto dal 21 al 30 giugno 2013 a Brno, in Repubblica Ceca. Al torneo hanno partecipato 20 squadre nazionali under 20 e la vittoria finale è andata per seconda volta alla Cina.

## Qualificazioni
Al torneo hanno partecipato la nazionale del paese organizzatore, tre nazionali africane, tutte qualificate tramite il campionato continentale 2012, quattro nazionali asiatiche ed oceaniane, tutte qualificate tramite il campionato continentale 2012, cinque nazionali europee, una qualificata tramite il campionato continentale 2012 e quattro qualificate tramite i gironi di qualificazione, quattro nazionali nordamericane, tre qualificate tramite il campionato continentale 2012 ed una qualificata tramite la Coppa Panamericana, e tre nazionali sudamericane, tutte qualificate tramite il campionato continentale 2012.

## Impianti
|                                                               |                                                                             |
|                                                               |                                                                             |
| Kajot Arena Città: Brno Capienza: 7.000 Anno d'apertura: 1982 | Městská hala míčových sportů Città: Brno Capienza: 3.300 Anno d'apertura: - |

## Regolamento
Le venti squadre partecipanti sono state diverse in quattro gironi, disputando un girone all'italiana: al termine della prima fase le prime quattro squadre classificate di ogni girone hanno acceduto agli ottavi di finale per il primo posto, mentre l'ultima classificata di ogni girone ha acceduto al girone per il diciassettesimo posto; le squadre sconfitte agli ottavi di finale per il primo posto hanno acceduto ai quarti di finale per il nono posto, mentre le squadre sconfitte ai quarti di finale per il primo posto hanno acceduto alle semifinali per il quinto posto; le squadre sconfitte ai quarti di finale per il nono posto hanno acceduto alle semifinali per il tredicesimo posto.

## Gironi
| Girone A                                                | Girone B                                 | Girone C                                    | Girone D                              |
| ------------------------------------------------------- | ---------------------------------------- | ------------------------------------------- | ------------------------------------- |
| Perù Porto Rico Rep. Ceca Rep. Dominicana Taipei cinese | Cina Colombia Giappone Serbia Thailandia | Brasile Bulgaria Messico Russia Stati Uniti | Algeria Egitto Italia Nigeria Turchia |

## Fase finale

### Finali 1º e 3º posto
|  | Ottavi di finale | Ottavi di finale |          |   | Quarti di finale          | Quarti di finale          |  |  | Semifinali | Semifinali |  |  | Finale | Finale |
|  |                  |                  |          |   |                           |                           |  |  |            |            |  |  |        |        |
|  |                  |                  |          |   |                           |                           |  |  |            |            |  |  |        |        |
|  |                  |                  |          |   |                           |                           |  |  |            |            |  |  |        |        |
|  | Cina             | 3                |          |   |                           |                           |  |  |            |            |  |  |        |        |
|  | Cina             | 3                |          |   |                           |                           |  |  |            |            |  |  |        |        |
|  | Rep. Ceca        | 0                |          |   |                           |                           |  |  |            |            |  |  |        |        |
|  | Rep. Ceca        | 0                | Cina     | 3 |                           |                           |  |  |            |            |  |  |        |        |
|  |                  |                  | Cina     | 3 |                           |                           |  |  |            |            |  |  |        |        |
|  |                  | Russia           | 0        |   |                           |                           |  |  |            |            |  |  |        |        |
|  | Russia           | Russia           | 0        | 3 |                           |                           |  |  |            |            |  |  |        |        |
|  | Russia           |                  |          | 3 |                           |                           |  |  |            |            |  |  |        |        |
|  | Egitto           | 0                |          |   |                           |                           |  |  |            |            |  |  |        |        |
|  | Egitto           | 0                | Cina     | 3 |                           |                           |  |  |            |            |  |  |        |        |
|  |                  |                  | Cina     | 3 |                           |                           |  |  |            |            |  |  |        |        |
|  |                  | Brasile          | 0        |   |                           |                           |  |  |            |            |  |  |        |        |
|  | Serbia           | Brasile          | 0        | 3 |                           |                           |  |  |            |            |  |  |        |        |
|  | Serbia           |                  |          | 3 |                           |                           |  |  |            |            |  |  |        |        |
|  | Taipei cinese    | 0                |          |   |                           |                           |  |  |            |            |  |  |        |        |
|  | Taipei cinese    | 0                | Serbia   | 0 |                           |                           |  |  |            |            |  |  |        |        |
|  |                  |                  | Serbia   | 0 |                           |                           |  |  |            |            |  |  |        |        |
|  |                  | Brasile          | 3        |   |                           |                           |  |  |            |            |  |  |        |        |
|  | Brasile          | Brasile          | 3        | 3 |                           |                           |  |  |            |            |  |  |        |        |
|  | Brasile          |                  |          | 3 |                           |                           |  |  |            |            |  |  |        |        |
|  | Algeria          | 0                |          |   |                           |                           |  |  |            |            |  |  |        |        |
|  | Algeria          | 0                | Cina     | 3 |                           |                           |  |  |            |            |  |  |        |        |
|  |                  |                  | Cina     | 3 |                           |                           |  |  |            |            |  |  |        |        |
|  |                  | Giappone         | 0        |   |                           |                           |  |  |            |            |  |  |        |        |
|  | Turchia          | Giappone         | 0        | 3 |                           |                           |  |  |            |            |  |  |        |        |
|  | Turchia          |                  |          | 3 |                           |                           |  |  |            |            |  |  |        |        |
|  | Messico          | 0                |          |   |                           |                           |  |  |            |            |  |  |        |        |
|  | Messico          | 0                | Turchia  | 0 |                           |                           |  |  |            |            |  |  |        |        |
|  |                  |                  | Turchia  | 0 |                           |                           |  |  |            |            |  |  |        |        |
|  |                  | Giappone         | 3        |   |                           |                           |  |  |            |            |  |  |        |        |
|  | Perù             | Giappone         | 3        | 0 |                           |                           |  |  |            |            |  |  |        |        |
|  | Perù             |                  |          | 0 |                           |                           |  |  |            |            |  |  |        |        |
|  | Giappone         | 3                |          |   |                           |                           |  |  |            |            |  |  |        |        |
|  | Giappone         | 3                | Giappone | 3 |                           |                           |  |  |            |            |  |  |        |        |
|  |                  |                  | Giappone | 3 |                           |                           |  |  |            |            |  |  |        |        |
|  |                  | Italia           | 1        |   | Finale per il terzo posto | Finale per il terzo posto |  |  |            |            |  |  |        |        |
|  | Italia           | Italia           | 1        | 3 | Finale per il terzo posto | Finale per il terzo posto |  |  |            |            |  |  |        |        |
|  | Italia           |                  |          | 3 |                           |                           |  |  |            |            |  |  |        |        |
|  | Bulgaria         | 1                |          |   |                           |                           |  |  |            |            |  |  |        |        |
|  | Bulgaria         | 1                | Italia   | 3 | Brasile                   | 3                         |  |  |            |            |  |  |        |        |
|  |                  |                  | Italia   | 3 | Brasile                   | 3                         |  |  |            |            |  |  |        |        |
|  |                  | Rep. Dominicana  | 0        |   | Italia                    | 1                         |  |  |            |            |  |  |        |        |
|  | Rep. Dominicana  | Rep. Dominicana  | 0        | 3 | Italia                    | 1                         |  |  |            |            |  |  |        |        |
|  | Rep. Dominicana  |                  |          | 3 |                           |                           |  |  |            |            |  |  |        |        |
|  | Colombia         | 1                |          |   |                           |                           |  |  |            |            |  |  |        |        |
|  | Colombia         | 1                |          |   |                           |                           |  |  |            |            |  |  |        |        |

### Finali 5º e 7º posto
|  | Semifinali      | Semifinali      | Semifinali |         |        | Finale 5º/6º posto | Finale 5º/6º posto | Finale 5º/6º posto |  |
|  |                 |                 |            |         |        |                    |                    |                    |  |
|  | Russia          | Russia          | 3          |         |        |                    |                    |                    |  |
|  | Russia          | Russia          | 3          |         |        |                    |                    |                    |  |
|  | Serbia          | Serbia          | 1          |         |        |                    |                    |                    |  |
|  | Serbia          | Serbia          | 1          |         | Russia | Russia             | 1                  |                    |  |
|  |                 |                 |            |         | Russia | Russia             | 1                  |                    |  |
|  |                 |                 | Turchia    | Turchia | 3      |                    |                    |                    |  |
|  | Turchia         | Turchia         | Turchia    | Turchia | 3      | 3                  |                    |                    |  |
|  | Turchia         | Turchia         |            |         |        | 3                  |                    |                    |  |
|  | Rep. Dominicana | Rep. Dominicana | 2          |         |        | Finale 7º/8º posto | Finale 7º/8º posto | Finale 7º/8º posto |  |
|  | Rep. Dominicana | Rep. Dominicana | 2          |         |        |                    |                    |                    |  |
|  |                 |                 |            |         |        |                    |                    |                    |  |
|  |                 |                 |            |         |        | Serbia             | Serbia             | 3                  |  |
|  |                 |                 |            |         |        | Serbia             | Serbia             | 3                  |  |
|  |                 |                 |            |         |        | Rep. Dominicana    | Rep. Dominicana    | 0                  |  |

### Finali 9º e 11º posto
|  | Quarti        | Quarti        |               |      | Semifinali         | Semifinali         |  |  | Finale 5º/6º posto | Finale 5º/6º posto |
|  |               |               |               |      |                    |                    |  |  |                    |                    |
|  |               |               |               |      |                    |                    |  |  |                    |                    |
|  |               |               |               |      |                    |                    |  |  |                    |                    |
|  | Rep. Ceca     | 3             |               |      |                    |                    |  |  |                    |                    |
|  | Rep. Ceca     | 3             |               |      |                    |                    |  |  |                    |                    |
|  | Egitto        | 2             |               |      |                    |                    |  |  |                    |                    |
|  | Egitto        | 2             | Rep. Ceca     | 0    |                    |                    |  |  |                    |                    |
|  |               |               | Rep. Ceca     | 0    |                    |                    |  |  |                    |                    |
|  |               | Taipei cinese | 3             |      |                    |                    |  |  |                    |                    |
|  | Taipei cinese | Taipei cinese | 3             | 3    |                    |                    |  |  |                    |                    |
|  | Taipei cinese |               |               | 3    |                    |                    |  |  |                    |                    |
|  | Algeria       | 0             |               |      |                    |                    |  |  |                    |                    |
|  | Algeria       | 0             | Taipei cinese | 0    |                    |                    |  |  |                    |                    |
|  |               |               | Taipei cinese | 0    |                    |                    |  |  |                    |                    |
|  |               | Bulgaria      | 3             |      |                    |                    |  |  |                    |                    |
|  | Messico       | Bulgaria      | 3             | 2    |                    |                    |  |  |                    |                    |
|  | Messico       |               |               | 2    |                    |                    |  |  |                    |                    |
|  | Perù          | 3             |               |      |                    |                    |  |  |                    |                    |
|  | Perù          | 3             | Perù          | 0    | Finale 7º/8º posto | Finale 7º/8º posto |  |  |                    |                    |
|  |               |               | Perù          | 0    | Finale 7º/8º posto | Finale 7º/8º posto |  |  |                    |                    |
|  |               | Bulgaria      | 3             |      |                    |                    |  |  |                    |                    |
|  | Bulgaria      | Bulgaria      | 3             | 3    | Rep. Ceca          | 3                  |  |  |                    |                    |
|  | Bulgaria      |               |               | 3    | Rep. Ceca          | 3                  |  |  |                    |                    |
|  | Colombia      | 2             |               | Perù | 2                  |                    |  |  |                    |                    |
|  | Colombia      | 2             |               |      | 2                  |                    |  |  |                    |                    |
|  |               |               |               |      |                    |                    |  |  |                    |                    |
|  |               |               |               |      |                    |                    |  |  |                    |                    |

### Finali 13º e 15º posto
|  | Semifinali | Semifinali | Semifinali |          |        | Finale 13º/14º posto | Finale 13º/14º posto | Finale 13º/14º posto |  |
|  |            |            |            |          |        |                      |                      |                      |  |
|  | Egitto     | Egitto     | 3          |          |        |                      |                      |                      |  |
|  | Egitto     | Egitto     | 3          |          |        |                      |                      |                      |  |
|  | Algeria    | Algeria    | 0          |          |        |                      |                      |                      |  |
|  | Algeria    | Algeria    | 0          |          | Egitto | Egitto               | 0                    |                      |  |
|  |            |            |            |          | Egitto | Egitto               | 0                    |                      |  |
|  |            |            | Colombia   | Colombia | 3      |                      |                      |                      |  |
|  | Messico    | Messico    | Colombia   | Colombia | 3      | 1                    |                      |                      |  |
|  | Messico    | Messico    |            |          |        | 1                    |                      |                      |  |
|  | Colombia   | Colombia   | 3          |          |        | Finale 15º/16º posto | Finale 15º/16º posto | Finale 15º/16º posto |  |
|  | Colombia   | Colombia   | 3          |          |        |                      |                      |                      |  |
|  |            |            |            |          |        |                      |                      |                      |  |
|  |            |            |            |          |        | Algeria              | Algeria              | 0                    |  |
|  |            |            |            |          |        | Algeria              | Algeria              | 0                    |  |
|  |            |            |            |          |        | Messico              | Messico              | 3                    |  |

## Podio

### Campione
Formazione: 1 Wang Ning, 2 Li Weiwei, 3 Zheng Yixin, 4 Wang Fengjiao, 5 Qin Siyu, 6 Yang Fangxu, 7 Song Meili, 8 Zhu Ting, 9 Wu Bei, 10 Chen Xintong, 11 Wang Mengjie, 12 Huang Liuyan, CT: Xu Jiande

### Secondo posto
Formazione: 1 Momoka Oda, 2 Makiko Homma, 3 Misaki Yamauchi, 7 Asuka Nomura, 9 Kasumi Nakaya, 10 Manami Kojima, 12 Aya Horie, 13 Ayaka Hosokawa, 14 Nozomi Itoh, 15 Yuki Yamagami, 16 Sakura Doi, 17 Arisa Inoue, CT: Yasuhiro Fukuda

### Terzo posto
Formazione: 2 Naiane Rios, 3 Maira Claro, 5 Saraelen Lima, 8 Gabriela Guimarães, 9 Rosamaria Montibeller, 10 Giovana Gasparini, 11 Valquíria Dullius, 12 Paula Mohr, 13 Milka da Silva, 16 Domingas de Araújo, 17 Sara da Silva, 18 Daniela Guimarães, CT: Luizomar de Moura

## Classifica finale
| Classifica | Squadre         |
| ---------- | --------------- |
| Oro        | Cina            |
| Argento    | Giappone        |
| Bronzo     | Brasile         |
| 4          | Italia          |
| 5          | Turchia         |
| 6          | Russia          |
| 7          | Serbia          |
| 8          | Rep. Dominicana |
| 9          | Bulgaria        |
| 10         | Taipei cinese   |
| 11         | Rep. Ceca       |
| 12         | Perù            |
| 13         | Colombia        |
| 14         | Egitto          |
| 15         | Messico         |
| 16         | Algeria         |
| 17         | Stati Uniti     |
| 18         | Thailandia      |
| 19         | Porto Rico      |
| 20         | Nigeria         |